# Dødskysset (film)
Dødskysset er en dansk stumfilm fra 1915 med manuskript af Thomas P. Krag.

## Handling
Denne artikel mangler et handlingsreferat. Hjælp os med at skrive det.